# Kleinsölk
Kleinsölk is een plaats en voormalige gemeente in de Oostenrijkse deelstaat Stiermarken. Het is sinds 2015 een ortschaft van de gemeente Sölk, die deel uitmaakt van de Politische Expositur Gröbming binnen het district Liezen.
De gemeente Kleinsölk telde in 2013 585 inwoners. In 2015 ging ze bij een herindeling samen met Großsölk en Sankt Nikolai im Sölktal op in de nieuwe gemeente Sölk.
Aich · Gröbming · Haus · Michaelerberg-Pruggern · Mitterberg-Sankt Martin  · Öblarn · Ramsau am Dachstein · Schladming · Sölk
- Gemeinsame Normdatei: 7738728-4
- Virtual International Authority File: 237520287